# Llacuna de la platja de Castell
La zona humida de Platja Castell o llacuna de la platja de Castell és una zona humida litoral única en tota aquesta àrea de la Costa Brava, pel fet de conservar encara el caràcter agrícola i forestal.
Originàriament, la riera d'Aubi passava pel bell mig de la població de Palamós. En períodes de fortes precipitacions la riera sovint sortia de llera provocant inundacions. Per aquest motiu, l'any 1924 s'excavà una nova llera per desviar-ne les aigües. La nova llera es desvià cap al nord, cap a la platja de Castell, aprofitant el curs d'un torrent preexistent i que ja formava una llacuna de rambla en la seva desembocadura.
Després la riera va passar a formar en la seva desembocadura una llacuna de rambla ocupada per un canyar i per un canyissar. Aigües amunt, remuntant el curs de l'aigua, la vegetació esdevé més forestal. Aigües avall en canvi, a la zona de dunes, hi subsisteix una petita comunitat de dunes amb borró (Ammophila arenaria) que es troba protegida de la platja per una tanca i una senyalització de prohibit el pas.

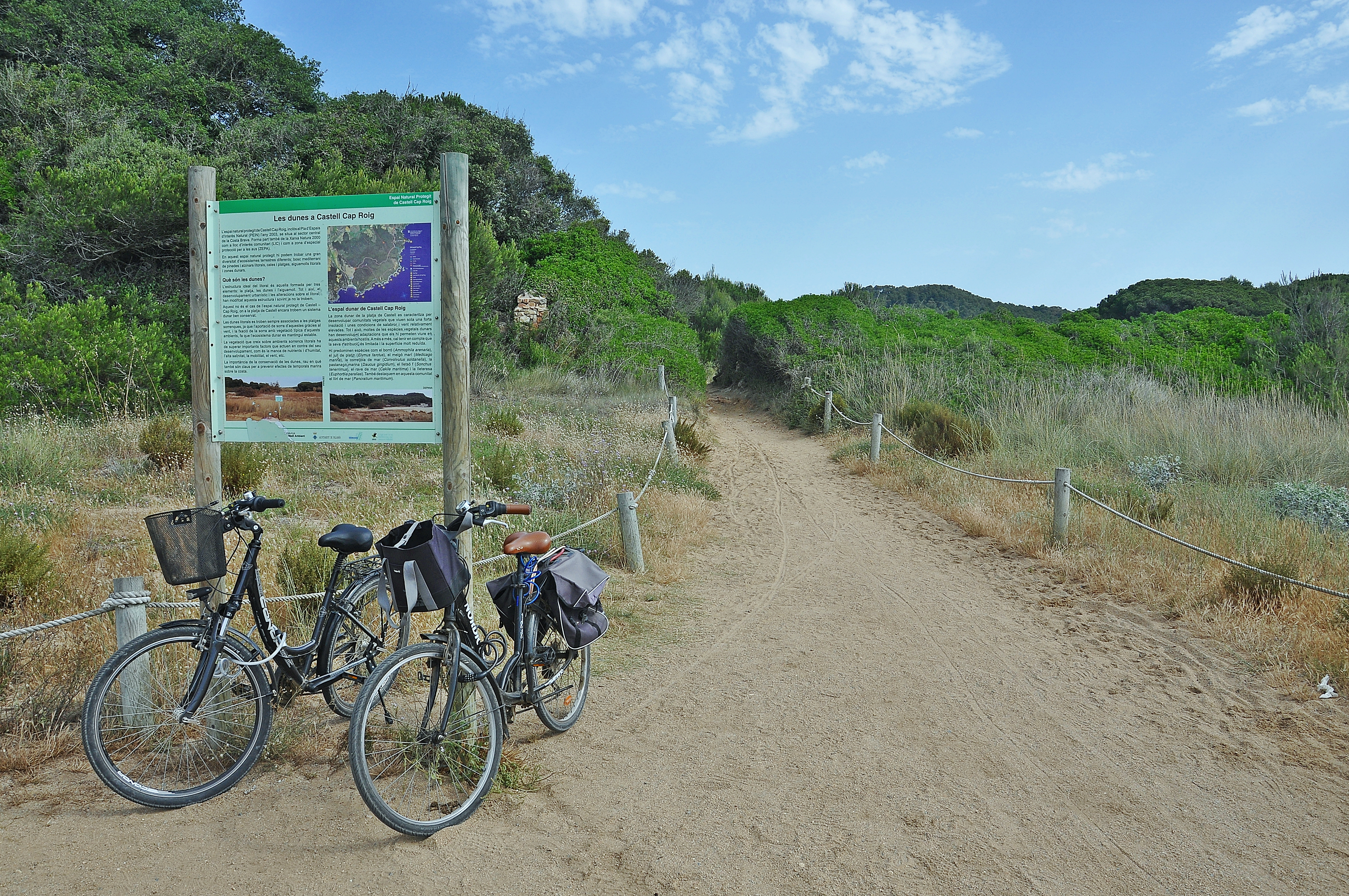
Camí de la platja amb tanques per protegir les dunes.

La zona destaca per la presència d'una ictiofauna típica de les desembocadures de rius i rieres com les anguiles (Anguilla anguilla), llisses (Mugil sp.), etc, així com per una avifauna que en períodes de migració i a l'hivern és força abundant. L'espai és un punt d'acollida per a moltes espècies, complementari a les zones humides de les planes empordaneses. Destaquen, per la seva peculiaritat, espècies com el corriol gran (Charadrius hiaticula), el corriol camanegre (Charadrius alexandrinus), el corriol petit (Charadrius dubius), la gamba roja (Tringa totanus), el becadell (Gallinago gallinago), etc.
Des del punt de vista urbanístic, aquest espai estava qualificat com a sòl urbanitzable. La pressió popular, però, va motivar que l'Ajuntament de Palamós convoqués un referèndum per a decidir-ne el futur, que es va celebrar l'any 1994. El referèndum fou guanyat pels partidaris de requalificar urbanísticament platja Castell com a sòl no urbanitzable. Després d'un llarg procés judicial, el 2001 es va declarar ferma la sentència que declarava Castell com a sòl no urbanitzable. La Generalitat de Catalunya va comprar les finques Plana i Paratge de Castell els anys 2000 i 2002. L'any 2003 es va incorporar al PEIN dins l'espai "Castell-Cap Roig".
Els principals impactes a aquest espai provenen de la presència de turistes durant els mesos estivals (deixalles, sobrefreqüentació, etc.). Així mateix, i per tal de no perdre espai útil per als banyistes que prenen el sol a la platja, la zona humida és parcialment colgada amb sorra. L'espai forma part de l'espai del PEIN «Castell-Cap Roig» i també de l'espai de la Xarxa Natura 2000 ES5120015 «Litoral del Baix Empordà». També cal destacar que existeix un pla especial de protecció del medi natural i del paisatge del Castell-Cap Roig aprovat definitivament l'any 2006 (Resolució MAH/2222/2006). El 2020 es va aprovar un projecte per la millora i consolidació de les dunes.